# براهيم (مغني)
براهيم محرز (بالأحرف اللاتينية Brahim Mahrez) المعروف بالإسم الفردي براهيم (بالفرنسية Brahim) هو مغني جزائري - فرنسي لموسيقى للـ ريغي والراغا. كان المغني الرئيسي لمجموعة Wadada Sound System للأعوام  1989 حتى 1995 قبل استقلاله كمغني سولو مع عفد مع شركة Baco Records.

## الألبومات
2000: Dans quel monde on vit
2009: Toujours sur la route
2012: Sans haine
2014: Déconnecté

## روابط خارجية
- براهيم على موقع ميوزك برينز (الإنجليزية)
- براهيم على موقع ديسكوغز (الإنجليزية)